# Montefí
Montefí (vollständiger Name Poblat Talaiòtic de Montefí, „Talayotische Siedlung von Montefí“) ist eine archäologische Fundstätte auf der spanischen Baleareninsel Menorca. Die Siedlung, die der eisenzeitlichen Talayot-Kultur zugeordnet wird, befindet sich in der Gemeinde Ciutadella im Westen der Insel.

## Geschichte

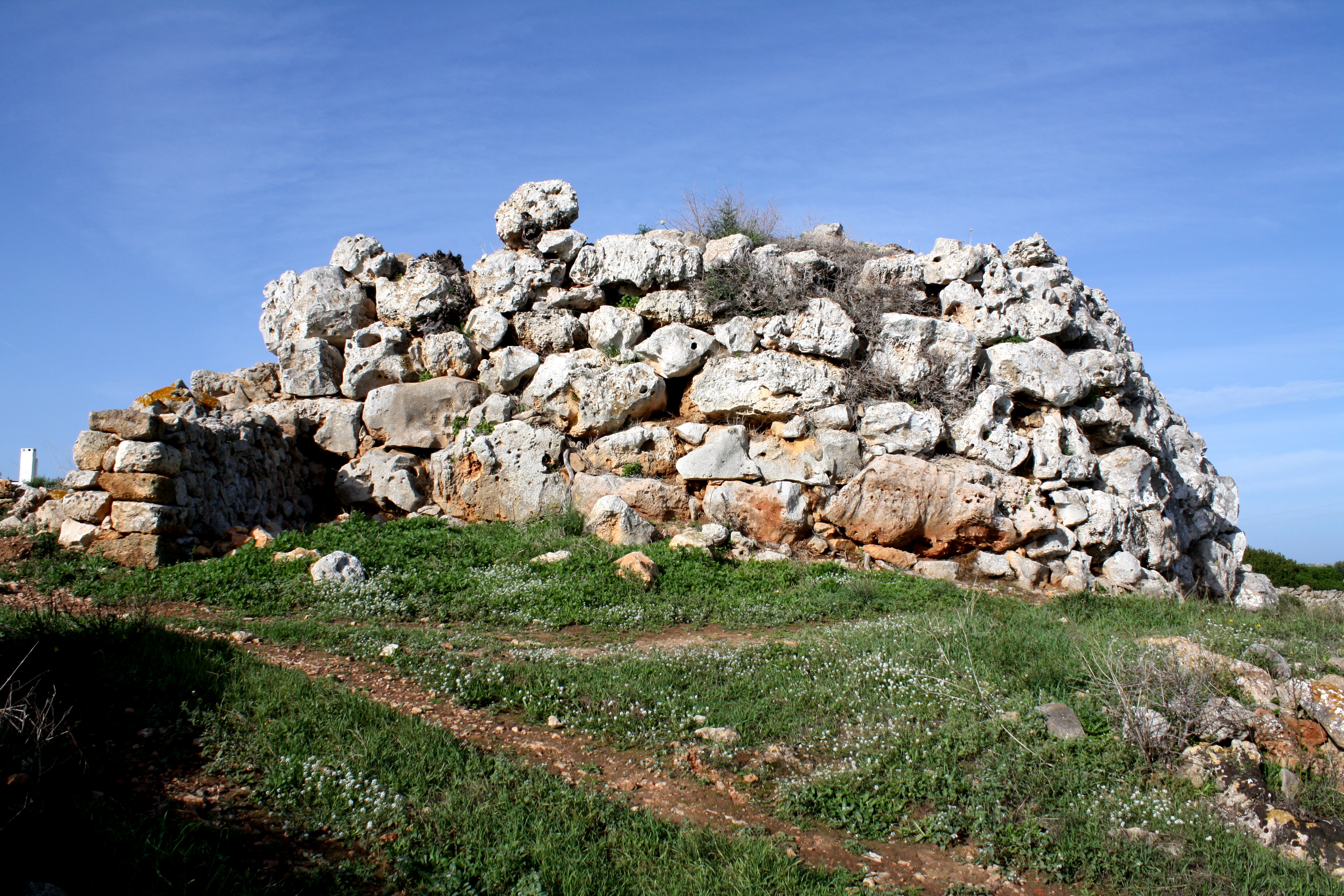
Südwestlicher Talayot

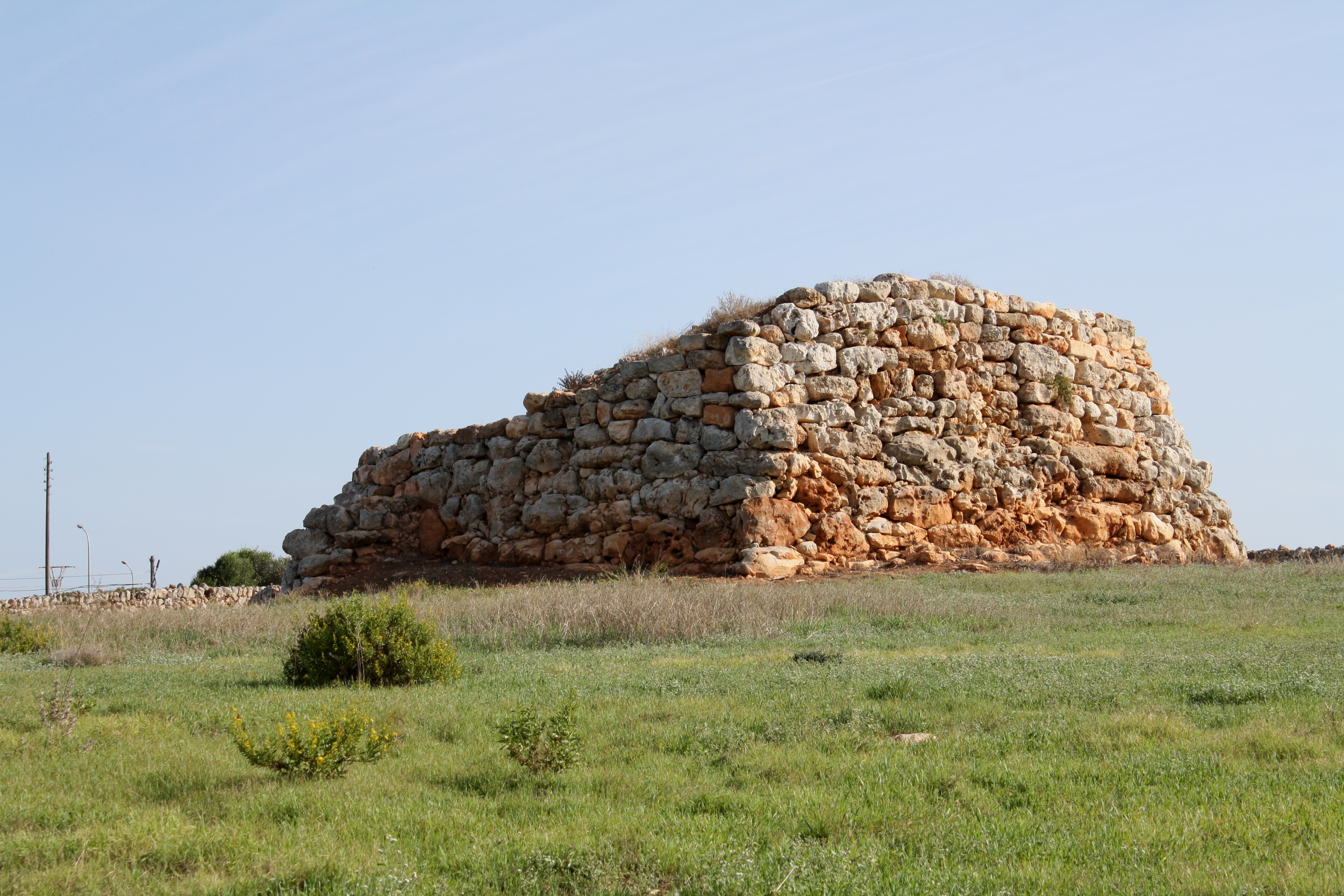
Nördlicher Talayot

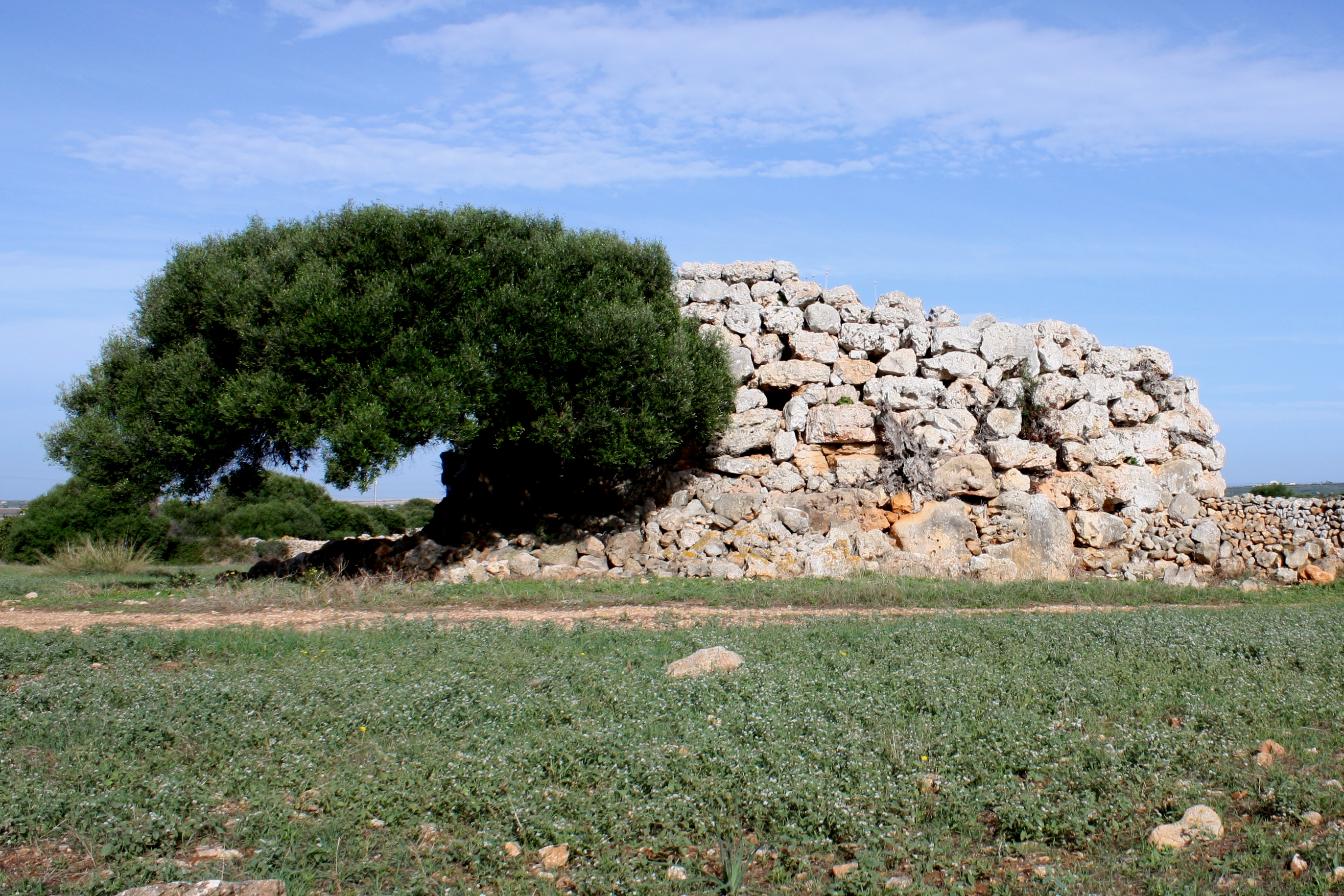
Südöstlicher Talayot

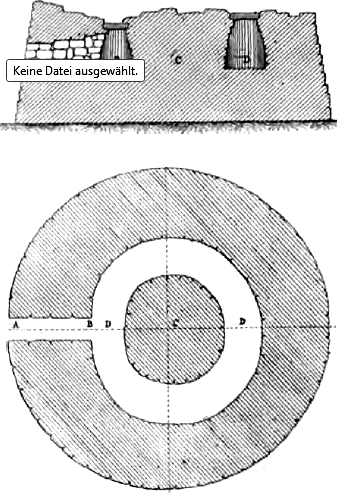
Skizze des südöstlichen Talayots mit innerem Gang (Émile Cartailhac 1892)

Die Siedlung entstand am Anfang des 1. Jahrtausends v. Chr. und war in ihrer Blütezeit eine der größten im Westen Menorcas. Sie war bis in die römische Zeit, die 123 v. Chr. begann, bewohnt und verfiel anschließend. 1888 besuchte der französische Archäologe Émile Cartailhac die Balearischen Inseln und beschrieb die Fundstätte, die man damals „L’Hostal“ nannte, 1892 in seinem Buch Monuments primitifs des iles Baléars. Zu dieser Zeit waren noch vier Talayots, 12 unterirdische Begräbnisstätten (Hypogäen) und die Reste vieler Rundhäuser aus posttalayotischer Zeit vorhanden. Danach wurde das Gelände eingeebnet und viele Hypogäen verfüllt, um das Gelände landwirtschaftlich nutzen zu können. Was übrig blieb, waren die Talayots und einige der Hypogäen, die als Zisternen, Schuppen oder Unterstände für das Vieh genutzt wurden. Dem Bau der Inselmagistrale ME-1 zwischen Maó und Ciutadelle fiel einer der Talayots zum Opfer. Im Jahr 2000 und noch einmal 2005/2006 beim Bau der südlichen Ringstraße Ciutadellas gab es einige Grabungen auf dem Gelände, das der Inselrat (Consell Insular) 2008 mit finanzieller Unterstützung aus dem Europäischen Fonds für regionale Entwicklung erwarb. 2014 wurde der nördliche Talayot rekonstruiert. Gleichzeitig wurde ein Besucherparkplatz angelegt. Einige Schautafeln geben Informationen zu den wichtigsten Bauwerken. Das Gelände ist frei zugänglich.
Montefí gehört zu den 32 archäologischen Stätten, die Spanien am 14. Januar 2016 als „Talayotische Kultur Menorcas“ offiziell für eine Aufnahme in die UNESCO-Liste des Welterbes vorschlug. Das Welterbekomitee stellte den Antrag auf seiner 41. Sitzung im Juli 2017 zurück und forderte Nachbesserungen. Zu den 24 Stätten die 2023 als „Talayotisches Menorca“ Weltkulturerbe wurden, gehört Montefí nicht.
Die Siedlung von Montefí ist als Kulturgut (Bien de Interés Cultural) unter der Registriernummer RI-51-0003307 geschützt.

## Beschreibung

### Die Talayots
Talayots sind turmartige, in Zyklopentechnik ausgeführte Bauwerke, die in der ersten Hälfte des 1. Jahrtausends v. Chr. auf Menorca und Mallorca errichtet wurden. Allein auf Menorca kennt man 300 dieser Monumente. Ihre Funktion ist nicht restlos aufgeklärt. Sie könnten unter anderem zur Kommunikation zwischen den Siedlungen und zur Überwachung des umliegenden Weidelands gedient haben. In Größe und Bauart variieren sie stark. In Montefí stehen noch drei Talayots, die sich deutlich voneinander unterscheiden.
Der südwestliche Talayot kann als Prototyp eines menorquinischen Talayots angesehen werden. Er hat die Form eines Kegelstumpfs mit kreisrundem Grundriss von etwa 20 m Durchmesser. Er ist aus großen Steinen massiv ohne Mörtel gebaut, besitzt keinen ebenerdigen Raum, aber eine Kammer in seiner Spitze. Im Südosten lehnt sich ein neuzeitlicher kleiner Stall aus Trockenmauerwerk an den Talayot.
Der nördliche Talayot besitzt einen hufeisenförmigen Grundriss mit einer nach Süden gerichteten ebenen Fassade. Auf seiner Spitze sind die Reste eines Raums erhalten. Die Errichtung eines bei der Rekonstruktion im Jahr 2014 wieder entfernten geodätischen Vermessungspfeilers hat hier schwere Schäden hinterlassen.
Der südöstliche Talayot ist der kleinste und am schlechtesten erhaltene der drei. Er besitzt einen kreisrunden Querschnitt, ist aber von ungewöhnlicher Bauart, denn er enthält auf halber Höhe einen um einen massiven Kern laufenden Gang. Dieser wurde über einen Korridor von Westen betreten, der aber eingestürzt ist.

### Die Hypogäen

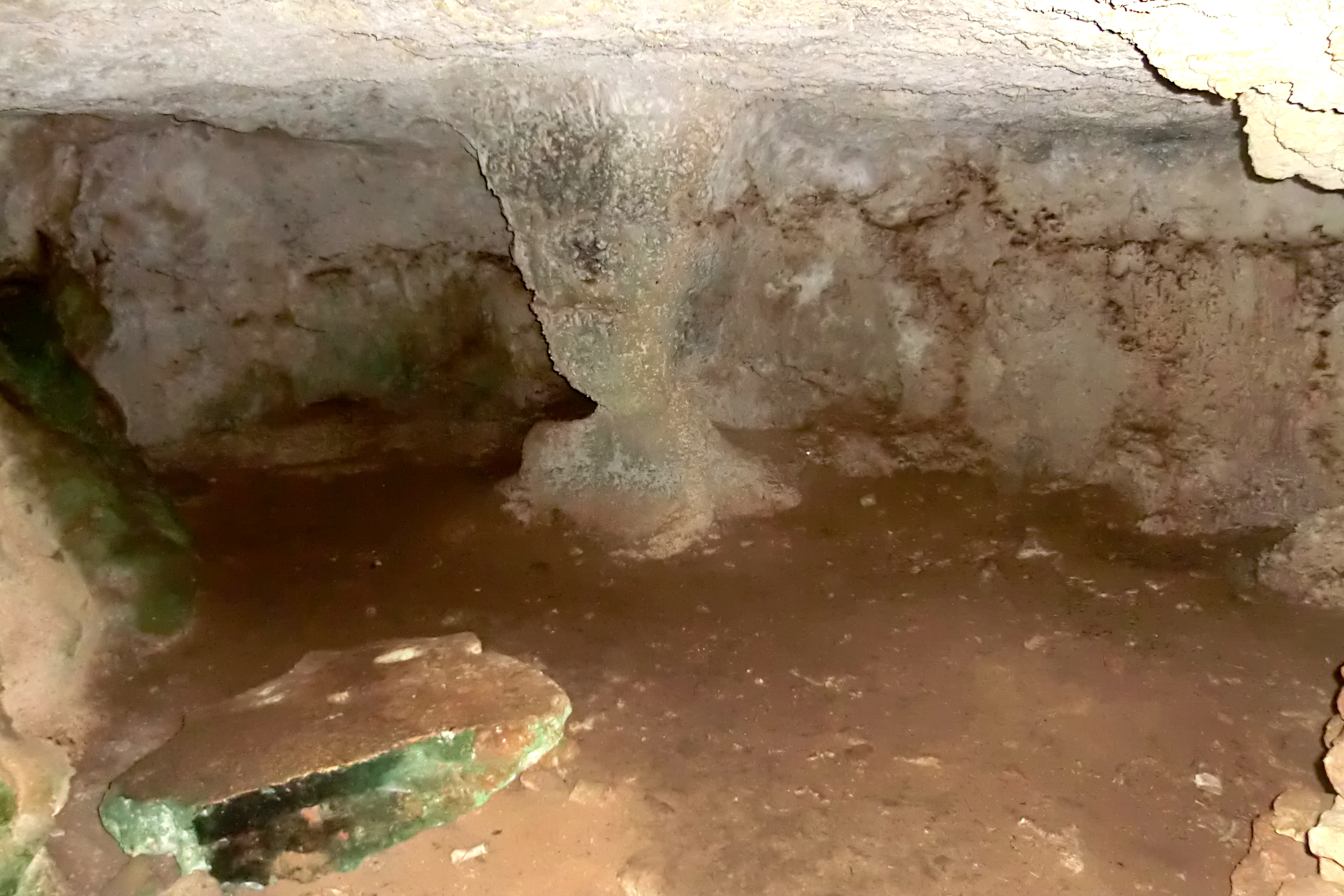
Blick in eines der Hypogäen

Montefí ist auf Menorca die talayotische Siedlung mit den meisten unterirdischen Begräbnisstätten in künstlichen Höhlen. Um 1900 waren zwölf solcher Hypogäen bekannt. Nach den mutwilligen Zerstörungen des 20. Jahrhunderts sind es nur noch sechs.
Das größte Hypogäum befindet sich 200 m östlich des südöstlichen Talayots. Es verfügt über einen 3,60 m langen und 1,10 m breiten Zugangskorridor, der noch teilweise von seinem ursprünglich Dach abgedeckt ist. Der Innenraum ist komplex aufgebaut und gliedert sich in sechs separate Bereiche. Aufgrund der Bauart wird angenommen, dass das Bauwerk aus der posttalayotischen Zeit stammt.

### Sonstiges
Auf dem gesamten Gelände wurden Oberflächenfunde talayotischer, karthagischer und römischer Keramik gemacht.
Während der Bauarbeiten an der Ringstraße Ciutadellas wurde 2005/2006 unter dem Camino Vell am südlichen Rand der Fundstätte ein Areal mit zahlreichen in den Fels getriebenen Strukturen entdeckt. Es wurden 17 unterirdische Speicher (Sitjots), 8 Zisternen sowie mehrere Kanäle und Löcher identifiziert, die teilweise mit Steinplatten abgedeckt waren. In einem Hypogäum aus der Mitte des 2. Jahrtausends v. Chr. wurden zwei Skelette aus der römischen Epoche gefunden.
Direkt östlich des Parkplatzes gibt es einen Hügel, der von einer modernen Trockenmauer umschlossen wird. Er enthält vermutlich prähistorische Strukturen, vielleicht einen weiteren Talayot oder den bisher nicht gefundenen Taula-Bezirk, die zentrale Kultstätte posttalayotischer Siedlungen.